# EMEA

EMEA: 在世界地图上标记的欧洲、中东以及非洲。

EMEA（英語：Europe, the Middle East and Africa），为欧洲，中东及非洲三个地区的合称，通常是用作政府行政或商业上的区域划分方式。这种用法较常见于北美洲的企业，并且在按地理位置划分公司业务时最常用。
顾名思义，该地区包括在非洲和欧洲大陆上能找到的所有国家，以及组成中东的国家。该地区被普遍认为包括所有欧洲国家和所有非洲国家，并向东延伸到包括俄罗斯、伊朗，也可能包括哈萨克斯坦，但通常首字母缩写不包括该地区大陆国家的独立海外领土，例如法属圭亚那。但是，该术语并不完全清晰，尽管它通常指的是欧洲，中东和非洲，但对于商业机构和其他机构来说，稍微调整它们在这个总括性术语下所涵盖的国家并不少见。
该术语得到广泛使用的原因之一是因为它可用于商业目的，因为该地区的大多数区域位于四个时区内，这有利于沟通和旅行。
相关术语“EMEAA”是指“欧洲，中东，非洲和亚洲”。
近年有较多公司將东欧的业务从欧洲中划分出來，並以EEMEA (Eastern Europe, Middle East, and Africa) 来区分。
不过，也有国际投行（如瑞银等）直接用EMEA表示欧洲、中东和非洲三地区的新兴市场，如以色列等。因此，有时EMEA并不包括法国、德国等在地缘经济上属于欧洲的发达国家。

## 其他相关地区
- 东欧，中东和非洲（EEMEA：Eastern Europe，Middle East and Africa）。一些公司将其东欧业务与欧洲其他地区分开，并且将EEMEA地区与西欧 / 中欧（EU / EFTA）地区分开。
- 南欧，中东和非洲（SEMEA：Southern Europe，Middle East and Africa）。
- 东南欧，中东和非洲（SEEMEA：Southeastern Europe，Middle East and Africa）。
- 中欧和东欧（CEE：Central and Eastern Europe）。
- 中欧，中东和非洲（CEMEA：Central Europe，Middle East and Africa）。[3]
- 中东和北非（MENA：Middle East and North Africa）。
- 中东，北非，阿富汗和巴基斯坦（MENAP：Middle East，North Africa，Afghanistan and Pakistan）。
- 欧洲，中东和北非（EUMENA或EMENA：Europe，Middle East and North Africa）。
- 欧洲，中东，印度和非洲（EMEIA或EMIA：Europe，Middle East，India and Africa）。
- 欧洲，中东，非洲和独立国家联合体（EMEACIS：Europe，Middle East，Africa and Commonwealth of Independent States）。
- 欧洲，中东，非洲和加勒比海地区（EMEAC：Europe，the Middle East，Africa and Caribbean）。
- 独立国家联合体（CIS：Commonwealth of Independent States），该区域位于黑海和里海周围。
- 北大西洋和中欧（NACE：North Atlantic and Central Europe）。
- 中欧，东欧，中东和非洲（CEMA：Central and Eastern Europe，Middle East and Africa）。[4]
- 欧洲，阿拉伯国家，非洲和拉丁美洲（EAFLA：Europe，Arab World，Africa and Latin America）。